# Plivot
Plivot település Franciaországban, Marne megyében. Lakosainak száma 751 fő (2022. január 1.). Plivot Athis, Flavigny, Les Istres-et-Bury, Oiry, Tours-sur-Marne és Aÿ-Champagne községekkel határos.

## Népesség
A település népességének változása:
| Lakosok száma | 414  | 467  | 518  | 718  | 753  | 757  | 748  | 740  | 746  | 751  |
|               | 1968 | 1982 | 1990 | 2006 | 2013 | 2015 | 2017 | 2019 | 2020 | 2022 |